# 구보 세이이치로
구보 세이이치로(일본어: 久保 征一郎, 2001년 6월 22일~)는 일본의 축구 선수이다.

## 구단 경력
그는 2018년부터 2019년까지 J3리그의 FC 도쿄 U-23에서 뛰었다. 2020년부터 2023년까지 호세이 대학에서 활동했다. 2023년 J2리그의 미토 홀리호크로 이적했다.